# 749
El 749 (DCCXLIX) fou un any comú començat en dimecres del calendari julià.

## Esdeveniments
- Fam a la península Ibèrica
- Un gran terratrèmol sacseja l'Orient Pròxim (data discutida).[1]

## Necrològiques
- Joan Damascè, prevere i escriptor eclesiàstic sirià.[2]